# Yin (cognom)
(Tingueu en compte que "Yin" és normalment una transliteració d'una paraula del dialecte mandarí — els seus afins en uns altres dialectes xinesos es pronuncien de forma diferent i, per tant, són escrits com Yuan, per exemple. També, el cognom Yin com és també pronunciat en anglès, pot referir-se a un nombre de diferents paraules o cognoms en xinès pronunciats com yin, tals com 殷  o  尹  — ambdós són cognoms xinesos estranys.)

## El cognom Yin (尹)
Yin (xinès tradicional: 尹, xinès simplificat: 尹, pinyin: Yīn; va ser originalment un pictograma d'un tocat reial. Va ser usat per primera vegada en el 2.597 aEC pel fill de Shao Hao (un dels 5 reis en l'era "pre-Xina" dels Cinc Reis), que va prendre el cognom i va esdevenir el duc de Yin (un llogaret al nord-est de la Xina).
En el 1.783 aEC, la dinastia Shang creà la Posició de Yin (equivalent a Primer Ministre, ministre més afavorit, o Senyor Protector). El Senyor Yi Chi de la tribu Hua que va ajudar a orquestrar un colp d'estat quasi sense vessament de sang per portar a la Dinastia Shang al poder, va ser recompensat amb aquest títol, i es va canviar el nom a Yi Yin (伊尹). En el 800 aEC, Bo Jifu, un jutge reconegut durant el regnat de Zhou Xuan Wang, també va ocupar-hi aquesta posició, i es va canviar el seu nom a Yin Jifu.
Durant l'era del Sistema d'Examinació Imperial, tres altres magistrats va adoptar-hi el cognom Yin (尹) per denotar el seu rang imperial i l'estatus de reialesa afavorida.
Assentaments Yin poden ser trobats a la Xina al sud-oest de Tonghui a la Província de Gansu, a la Província de Shandong, com també en l'àrea del Delta del Riu Perla. Els Yin eren exempts de la Política de fill únic de la Xina a causa de la raresa del seu cognom i la seva veneració pel seu paper històric.
El cognom és també usat en Corea.

### Persones famoses amb el cognom Yin (尹)
- Yin Fu — creador d'una sot-branca de l'art marcial Bagua, escorta de l'Emperadriu Vídua Cixi, entrenador personal de l'Emperador
- Yin Han i Yin Zhen — jutges de la Dinastia Han
- Yin Lin — pintor en la Dinastia Tang
- Yin Zhongke — jutge en la Dinastia Song
- Yin Zhangsheng — pintor en la Dinastia Song
- Yin Wen — tutor personal dels prínceps en la Dinastia Ming
- Wan Kwong - una cantat de pop de Hong Kong

## Persones famoses amb el cognom Yin (殷)
- Yin Xian (殷羡), famós general militar de la Dinastia Jin
- Yin Hao (殷浩), altre general militar famós de la Dinastia Jin
- Yin Zhongkan (殷仲堪), intel·lectual famós durant l'era de les Dinasties del Nord i el Sud
- Yin Chengzong (殷承宗), pianista i compositor xinès, que va organitzar el Concert a Piano del Riu Groc
- Yin Tseng Yan (殷正洋), cantant de pop taiwanès.